# 李氏三明治

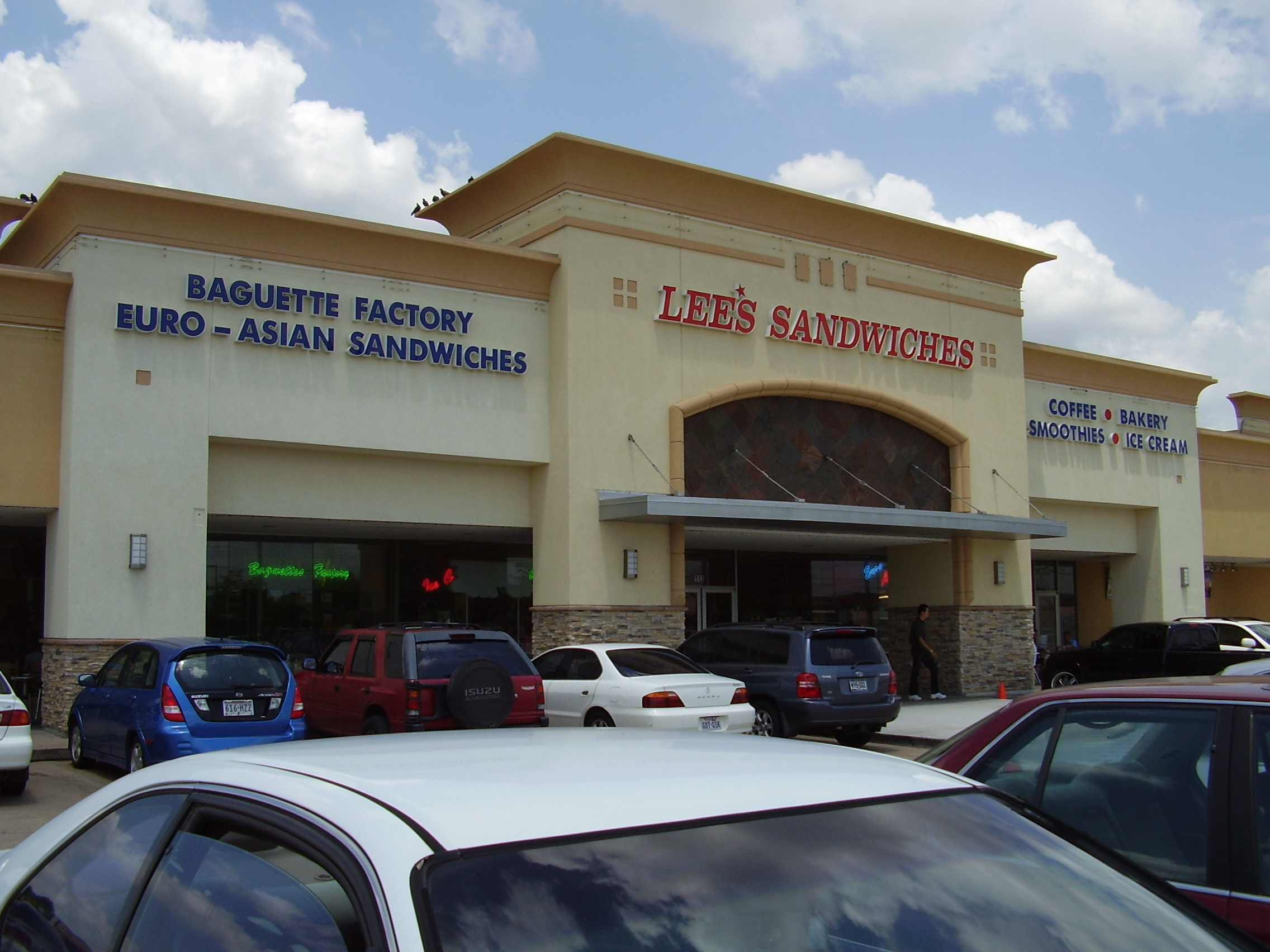
美国德克萨斯州休斯敦的一间分店。

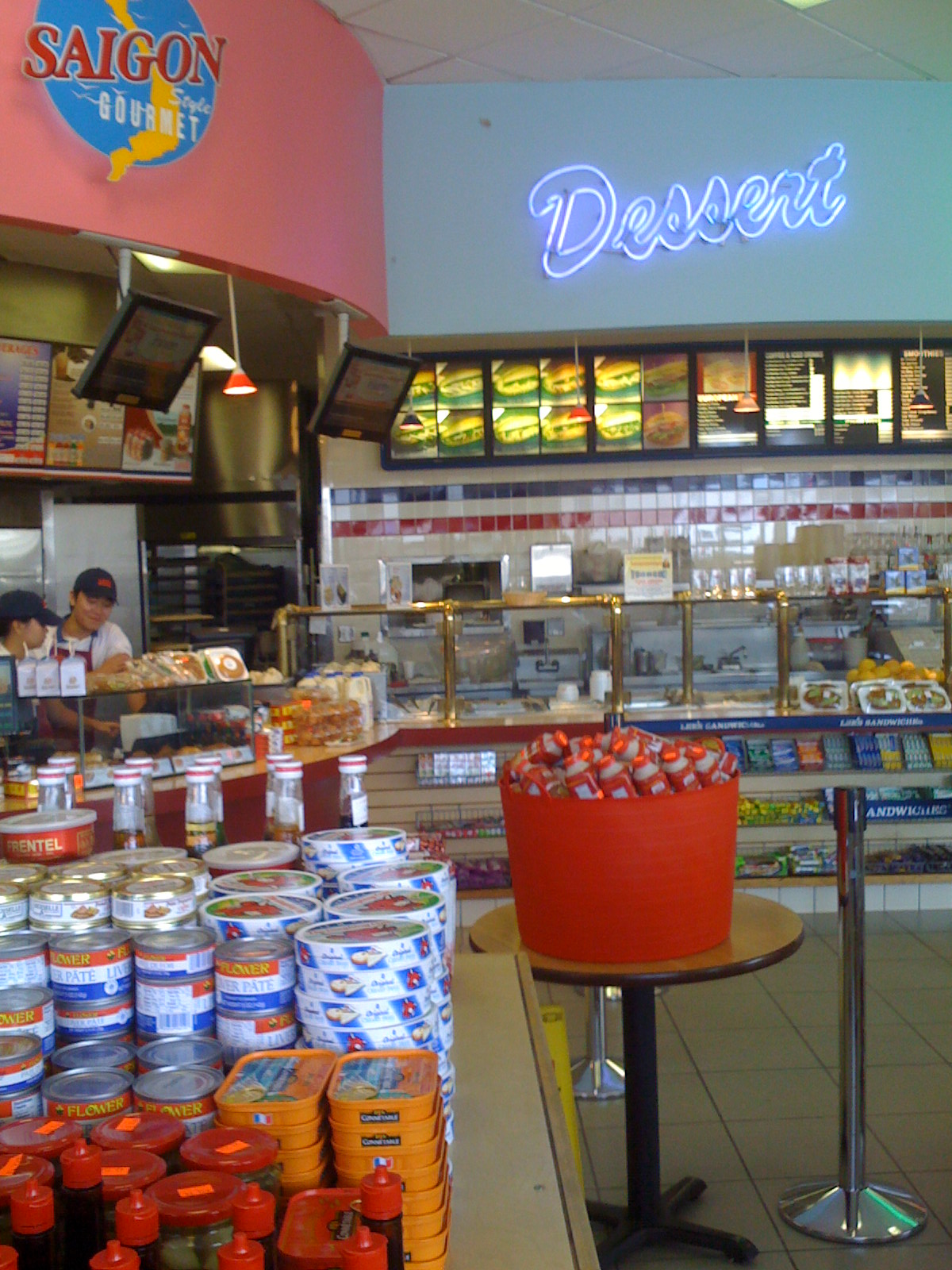
美國加利福尼亚州威斯敏斯特分店的內部裝潢

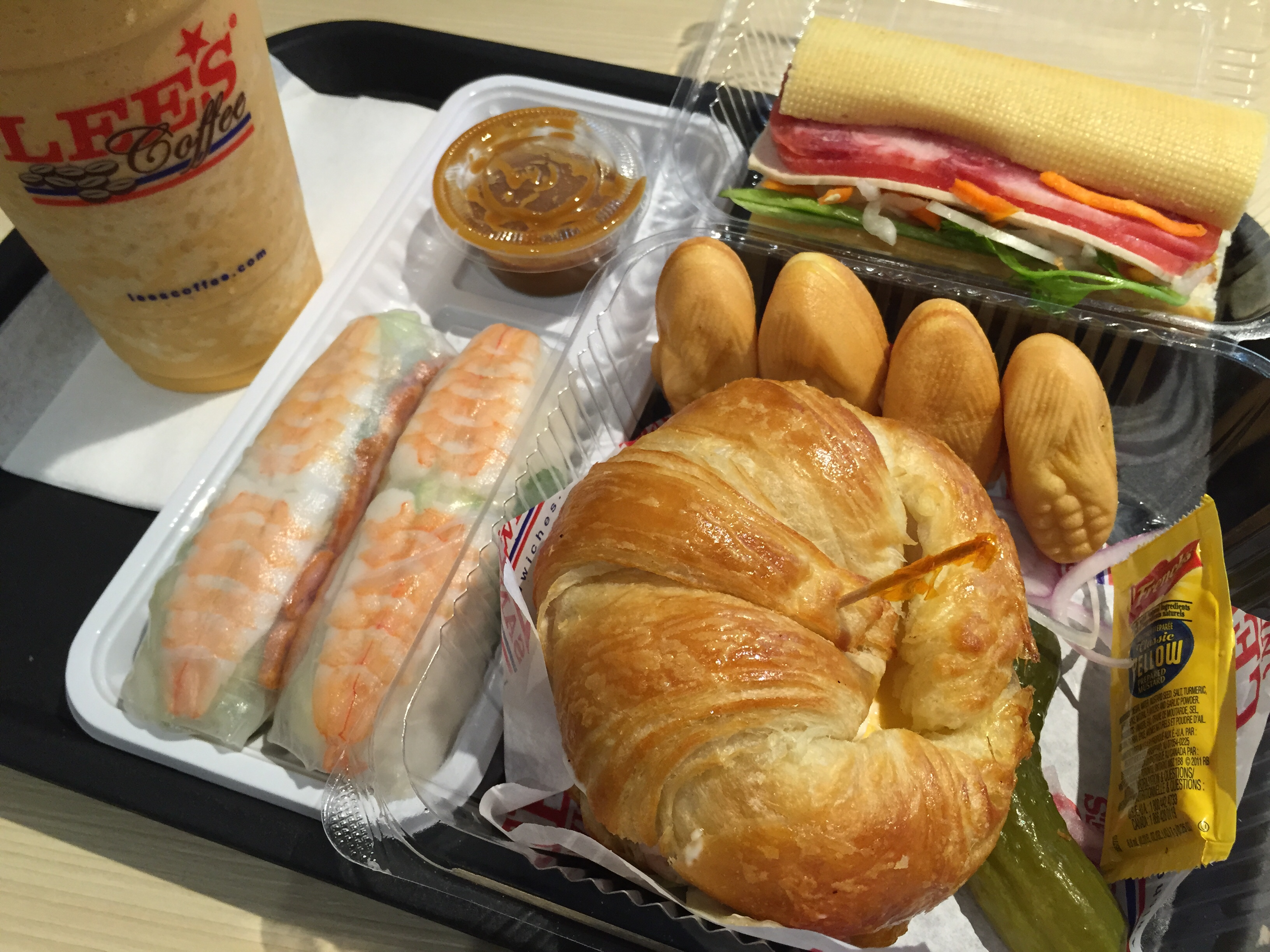
越式法包、膾卷、冰咖啡、牛角包三文治

李氏三明治（英語：Lee's Sandwiches）是美國的越南式三明治連鎖速食店，由越南難民出身而定居美國的新住民，於1983年所創立的公司。
2015年，公司於臺灣成立第一所海外分店。

## 外部連結
- （英文）www.leesandwiches.com （页面存档备份，存于）